# Corpus Inscriptionum Etruscarum
Pour les articles homonymes, voir CIE.
Le Corpus Inscriptionum Etruscarum est un corpus d'inscriptions étrusques dont la collecte a été initiée par Carl Pauli (de) en 1885. Après la mort d'Olof August Danielsson (de) en 1933, la collection est passée à la bibliothèque de l'université d'Uppsala.
Le « CIE » est un précieux index pour de nombreux textes étrusques, et utilise un système simple. Par exemple, CIE 6 fait référence à l'inscription mi avileś apianaś (« je [suis] de Avile Apiana »). Il y a aussi d'autres types d'indices.